# Linha Nyon–St.Cergue–LaCure-Morez

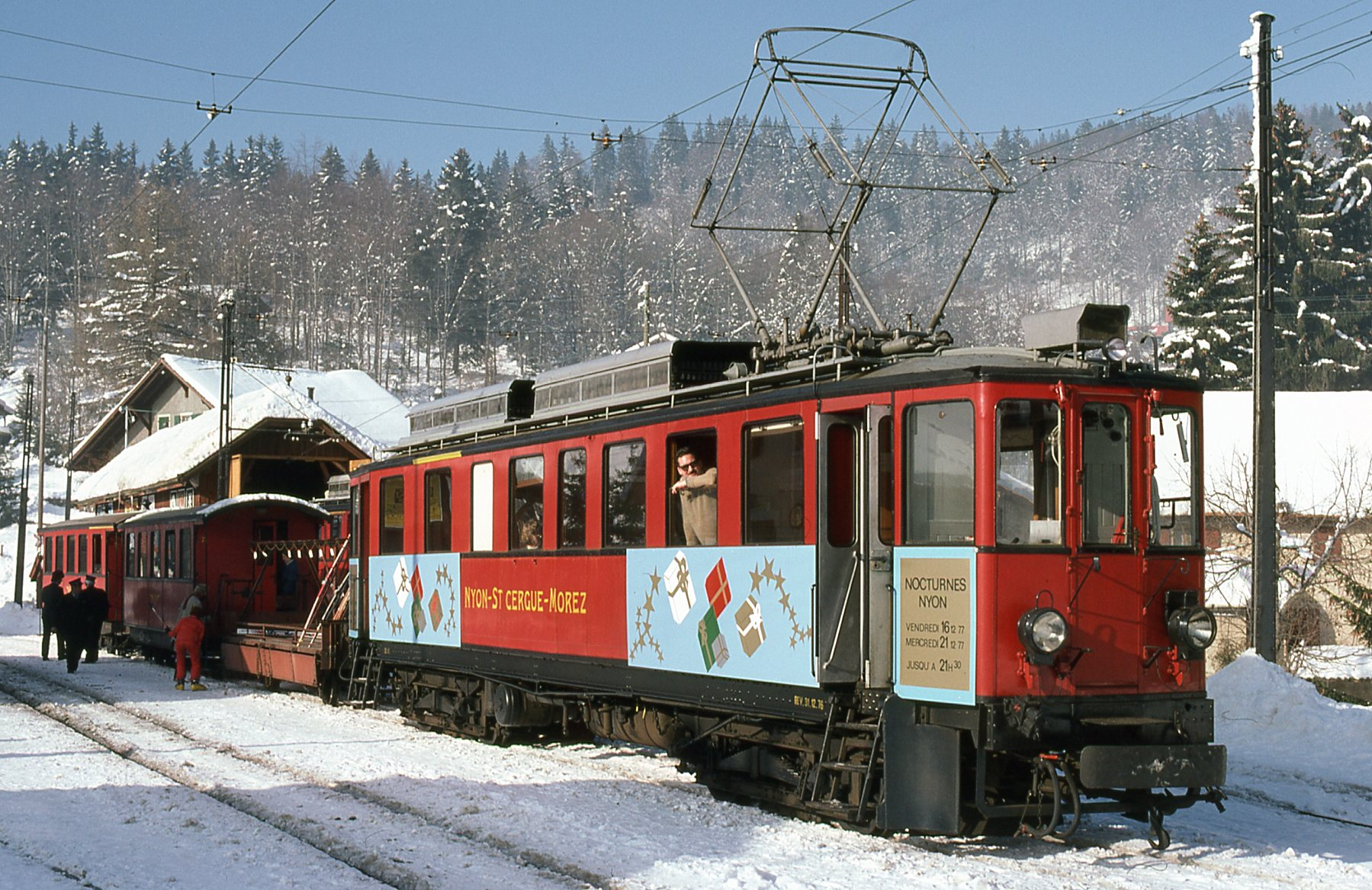
Material rolante antes de 1985

A Linha Nyon–St-Cergue–La Cure-Morez (NStCM) é uma linha ferroviária a via única, de bitola métrica, com 27 km d comprimento, que parte da estação dos Caminhos de Ferro Federais da Suíça (CFF) em Nyon até à fronteira francesa de La Cure, depois de passar por Saint-Cergue.
Até 1958 a linha ia até Morez razão do nome da linha Nyon-Saint-Cergue-Morez, que aliás conservou.

## História
Com o incremento das ligações ferroviárias entre Genebra e Lausana, as povoações do Jura vaudois sentiram-se afastadas dessa ligação e pensara, numa linha a que chamaram "aos pés do Jura" que pretendiam ligasse Genebra até Yverdon-les-Bains.
Rapidamente o preço de tal ligação excluí a sua realização e pensa-se antes numa outra local para ligar a região com os CFF. Foi assim que em 1890 aparecem nada menos que cinco linhas para ligarem as localidades à linha principal:
- Nyon-Crassier-Divonne-les_Bains em França
- Gland-Begnins
- Rolle-Gimel
- Allaman-Aubonne-Gimel e
- Bière-Morges

Em 1898 é feito o pedido para uma ligação Nyon–Saint-Cergue–La Cure e os trabalhos começam em 1912. Interrompidos durante a Guerra, a inauguração da porção Nyon-St-Cergue teve lugar a 18 de Agosto de 1917, e a extensão até Morez em 1921. Até 1958 havia duas companhias se ocupavam da sua exploração; a  Companhia do caminho de ferro Nyon – St-Cergue – Morez e  a outra francesa, os Caminhos de Ferro Eléctricos do  Jura (CFEJ), mas nesse ano a CFE pára com a sua exploração.
Actualmente as ligações ferroviárias estão de novo a ganhar adeptos o que levou a companhia a fazer a ligação directa com a estação dos CFF, construindo em Nyon, em 2004, uma estação subterrânea.

## Imagens

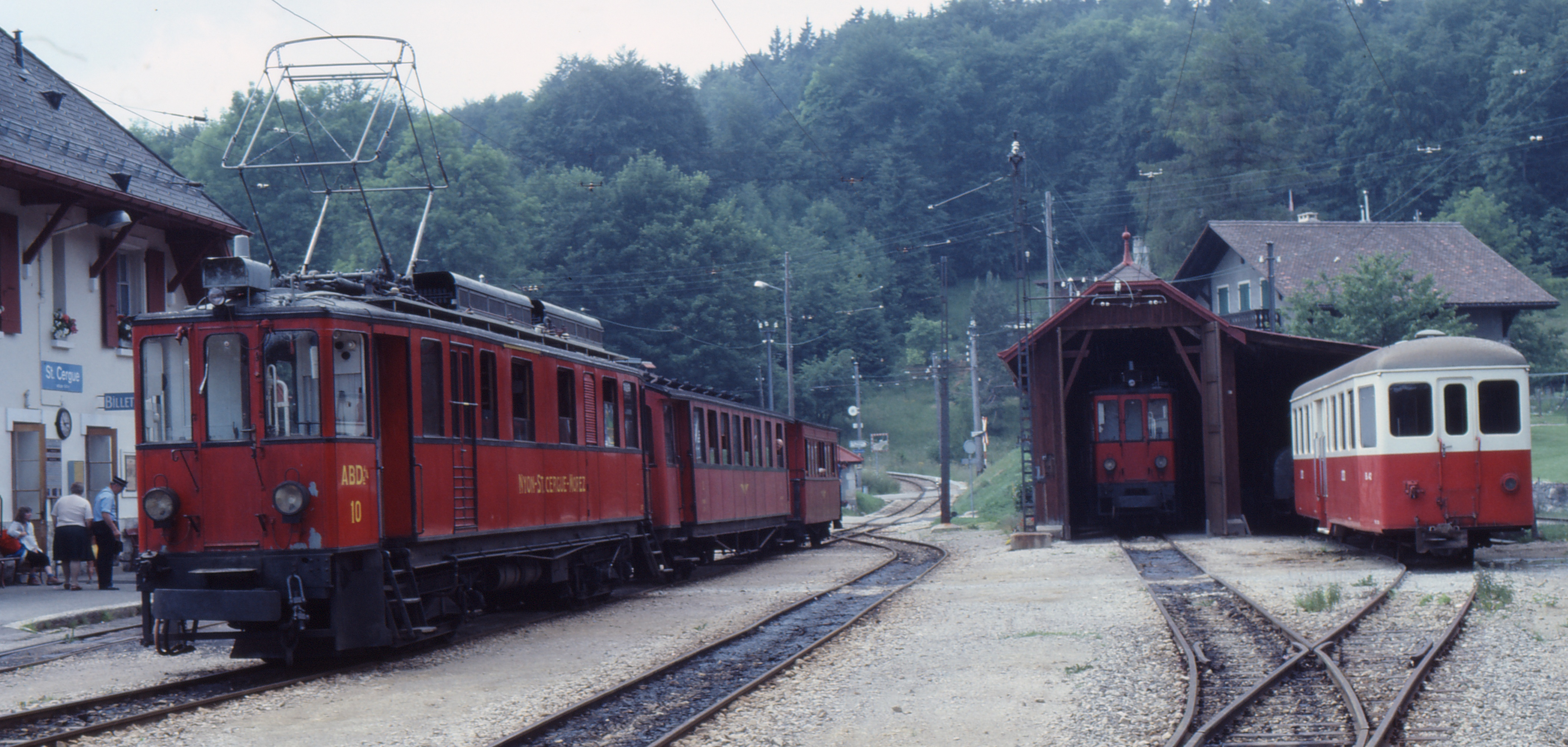
Histórico
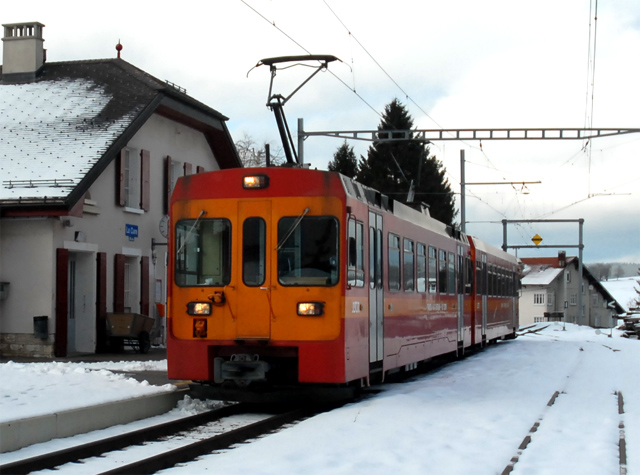
Em circulação desde 2007
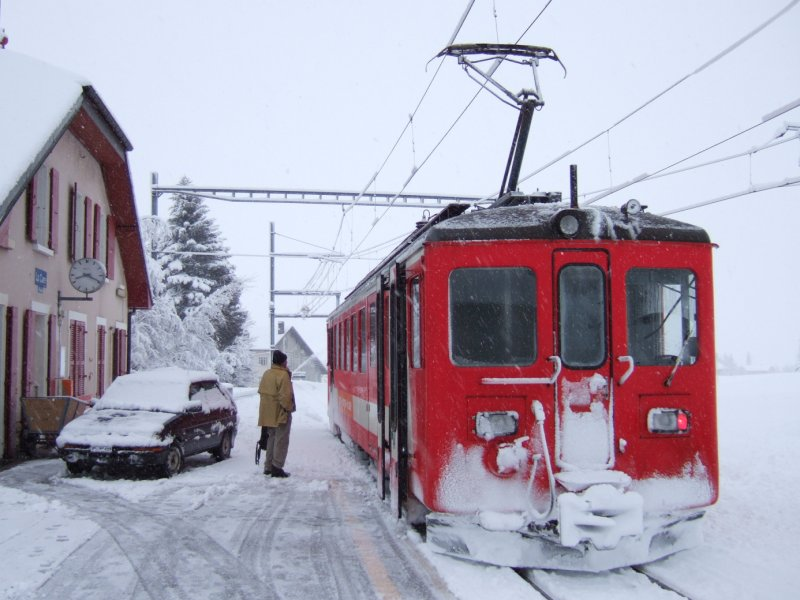
Em La Cure
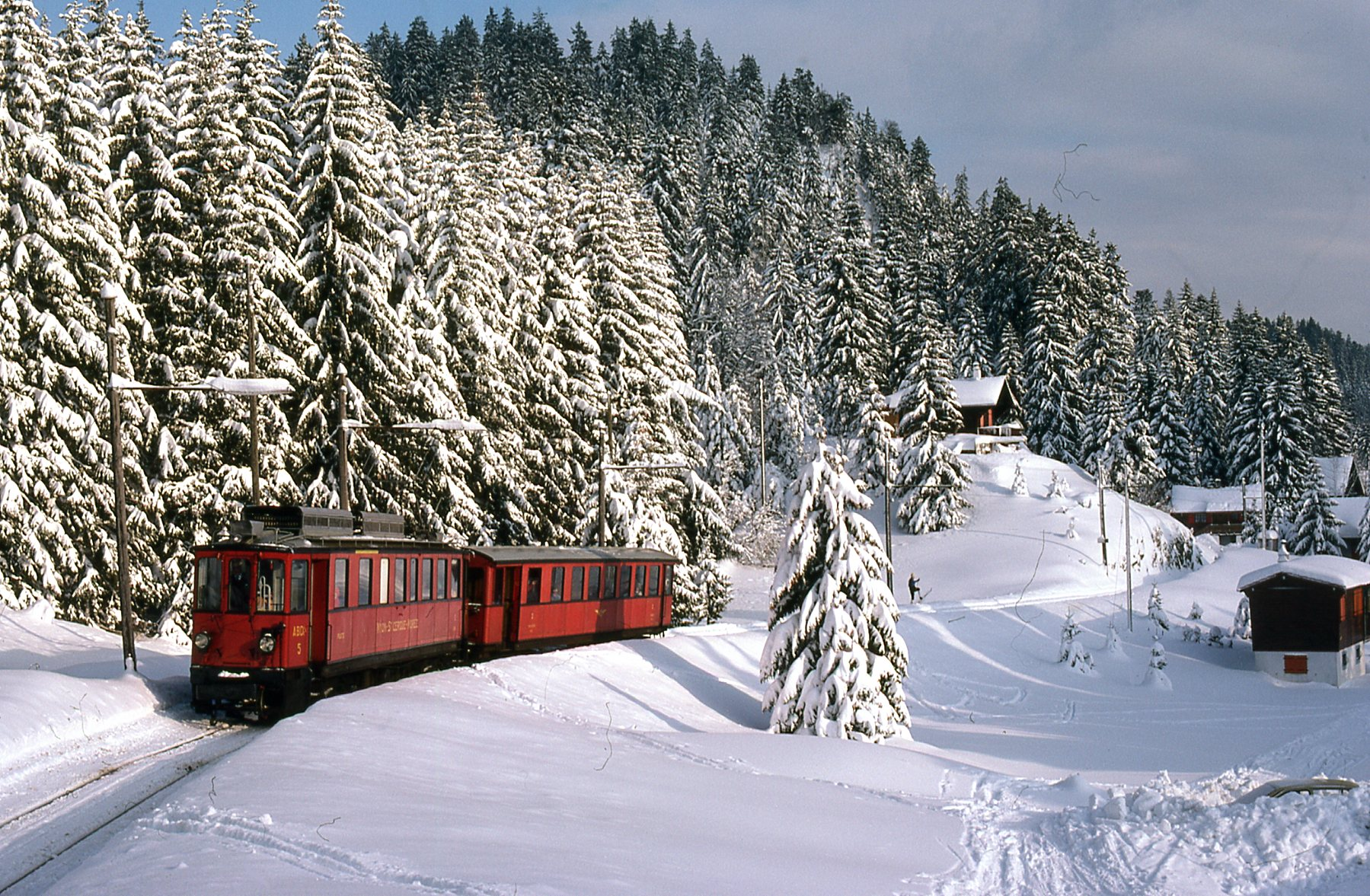
Em pleno Inverno